# Beekdorp
Beekdorp is een buurtschap in de Twentse gemeente Dinkelland in de Nederlandse provincie Overijssel. Beekdorp ligt ten westen van Het Stift en behoorde net als die buurtschap tot de gemeentelijke herindeling van 1 januari 2001 tot de gemeente Weerselo. Beekdorp ligt langs de Bornsestraat, een relatief drukke binnenweg die een verbinding vormt tussen Weerselo en Borne.
Hoofdplaats: Denekamp       Stadje: Ootmarsum

Dorpen: Deurningen · Lattrop · Lattrop-Breklenkamp · Noord Deurningen · Oud Ootmarsum · Rossum · Saasveld · Het Stift · Tilligte · Weerselo

Buurtschappen: Agelo · Beekdorp · Berghum · Breklenkamp · Dulder · Gammelke · Groot Agelo · Klein Agelo · Lemselo · Nijstad · Noordijk · Nutter · Volthe · Zoeke 

Voormalige gemeenten: Denekamp · Ootmarsum · Weerselo

Overijssel · Steden en dorpen in Overijssel      Nederland · Provincies · Gemeenten